# Still Not Getting Any...
Still Not Getting Any... är det kanadensiska rockbandet Simple Plans andra musikalbum. Albumet släpptes år 2004.

## Låtlista
| Nr  | Titel                                   |      |
| --- | --------------------------------------- | ---- |
| 1.  | Shut Up!                                | 3:03 |
| 2.  | Welcome To My Life                      | 3:29 |
| 3.  | Perfect World                           | 3:53 |
| 4.  | Thank You                               | 2:55 |
| 5.  | Me Against The World                    | 3:14 |
| 6.  | Crazy                                   | 3:38 |
| 7.  | Jump                                    | 3:11 |
| 8.  | Everytime                               | 4:03 |
| 9.  | Promise                                 | 3:34 |
| 10. | One                                     | 3:22 |
| 11. | Untitled (How Could This Happen To Me?) | 4:00 |

## Singlar
- Welcome To My Life
- Shut Up!
- Untitled (How Could This Happen To Me?)
- Crazy

## Beskrivning
Att behålla stilen av sina "downbeat"-texter matchade med sin "upbeat"-musik, hann Simple Plan producera ett album som medelmåttigt överskred standarden för pop/punk-genren. Fastän många av låtarna på CDn fortfarande har känslan av tonårsilska, som var mest märkbart i låten "I'm Just a Kid" från debutalbumet No Pads, No Helmets...Just Balls (2002). De vanliga vinklarna för det här albumet tenderar att bli lite djupare och en mer mognare text, och ett mainstream-sound som avlägsnar sig från punk-pop/rock-stilen från deras förra album. Flera av låtarna på albumet kan ha olika tolkningar beroende på lyssnaren.
- Track 1 - "Shut Up!" är det första exemplet på olika texttolkningar. Medan vissa recensioner har placerat den här låten i facket om vad tonåringar kanske tänker medan de blir uppläxade av sina föräldrar, så antyder bandet självt att låten egentligen är gensvaret på kritik.

- Track 2 - "Welcome to My Life" är ett annat exempel på bandets deprimerande text blandat med en catchy melodi. Tempot i låten är långsammare än de flesta av låtarna på albumet.

- Track 3 - "Perfect World" tolkas oftast som en uppbrottslåt, och med textrader som "I'm still here waiting for you / I'm lost when you're not around / I need to hold on to you / I just can't let you go", det här visar ganska bra bild om låtens mening. Mer vuxen attityd om livet dyker upp i många av låtarna på CD:n.

- Track 4 - "Thank You" är en väldigt rättfram uppbrottslåt som anger förrådelse av en före detta vän. Det snabba och rasande tempot ger influenser av det tidiga 90-talets melodiska punkband. Fastän låten är bra, verkar det ändå som den är en av de lite svagare låtarna jämfört med de andra låtarna på skivan.

- Track 5 - "Me Against The World" är den första låten på CD:n som verkligen bryter punk-pop/rock-soundet som många förknippar med Simple Plan. Med sin starka beat och kämpande text, passar den bättre in på alternativ rockens area, och den lyckas bra med att hålla upp mer mot mainstream-rocken. Låten handlar om hur karaktären tvingas stå på egna ben.

- Track 6 - "Crazy" visar en mer samhällsmedveten image av bandet, en tillbakablick på Reset, företrädare till Simple Plan. Med text som verkar klaga på det moderna samhället, och säger till lyssnaren att "Open your eyes" och "See that something is wrong". "Crazy" ger ett mycket mer moget och vuxet perspektiv på det här albumet.

- Track 7 - "Jump" är snabb konsert låt som, fastän innehållet är enkelt och barnsligt, ändå visar sig bli en underhållande låt på skivan. Hursomhelst, en mörkare sida av texten kan tolkas som en hänvisning till självmordsönskan. Den här dubbla betydelsen, som kan vara en aning oroande, är ett bra exempel på hur bandet är kapabla till att lägga in en djupare mening för vissa lyssnare, men samtidigt behålla en rolig upbeat-stil för övriga lyssnare.

- Track 8 - "Everytime" är ännu ett exempel på att Simple Plan har mognat, och gått ifrån de trotsiga tonårslåtarna på No Pads, No Helmets...Just Balls. Den här långsamma pop-influerade låten ser tillbaka på minnen från bättre tider som varit. Känslan som framkallas är mer kärlek och tillgivenhet, än ett one-night stand eller en barnslig fest.

- Track 9 - "Promise" går samman med "Everytime" som verkar beskriva ett mer moget förhållande, fastän textens tolkning ändå kan vara i riktning mot tonårsuppbrott i high school. Musikmässigt är det är en snabb upbeatlåt, som många av Simple Plans andra låtar, och stilen passar bra tillsammans med budskapet av att saker blir bättre.

- Track 10 - "One" verkar vara den låt på albumet som är minst pop-punk/rock, med en rysande text och episka stränginstrument i bakgrunden. Låten målar upp en bild av de lägre, oälskade i samhället. Att vem som helst kan relatera till texten på något sätt, gör den till en stark låt på listan.

- Track 11 - "Untitled (How Could This Happen To Me)" har många olika tolkningar. Det första intrycket är att huvudpersonen lämnas ensam och hjälplös att dö. Men musikvideon till "Untitled" visar en helt annan bild, en full förare orsakar en bilolycka och möjligtvis dödar den andra föraren. Texten ger en stark bild av huvudpersonens inre känslor och plågor. Helt klart höjdpunkten på albumet, "Untitled" kan vara Simple Plans starkaste låt.

Musikvideon för den här låten gjordes tillsammans med Mothers Against Drunk Driving.

## Betyg
- All Music Guide: 3.5/5